# Unione Sportiva Poggibonsi 1990-1991
Questa voce raccoglie le informazioni riguardanti l'Unione Sportiva Poggibonsi nelle competizioni ufficiali della stagione 1990-1991.

## Rosa
| N. |                   | Ruolo | Calciatore               |  |
| -- | ----------------- | ----- | ------------------------ |  |
|    | Italia (bandiera) | D     | Andrea Bertini           |  |
|    | Italia (bandiera) | D     | Maurizio Bertocchi       |  |
|    | Italia (bandiera) | A     | Claudio Cecchini         |  |
|    | Italia (bandiera) | A     | Fabrizio Ciucarelli      |  |
|    | Italia (bandiera) | D     | Michele Coppola          |  |
|    | Italia (bandiera) | C     | Massimiliano De Girolamo |  |
|    | Italia (bandiera) | P     | Graziano De Luca         |  |
|    | Italia (bandiera) | C     | Mauro Fabbri             |  |
|    | Italia (bandiera) | D     | Marco Falossi            |  |

| N. |                   | Ruolo | Calciatore             |
| -- | ----------------- | ----- | ---------------------- |
|    | Italia (bandiera) | D     | Riccardo Giannone      |
|    | Italia (bandiera) | C     | Riccardo Malusci (I)   |
|    | Italia (bandiera) | C     | Massimiliano Menchetti |
|    | Italia (bandiera) | D     | Stefano Neri           |
|    | Italia (bandiera) | A     | Marco Panacci          |
|    | Italia (bandiera) | A     | Patrizio Pazzini       |
|    | Italia (bandiera) | P     | Riccardo Peruzzi       |
|    | Italia (bandiera) | C     | Claudio Rastelli       |
|    | Italia (bandiera) | C     | Luca Armando Sbrega    |